# 伊勢參宮街道

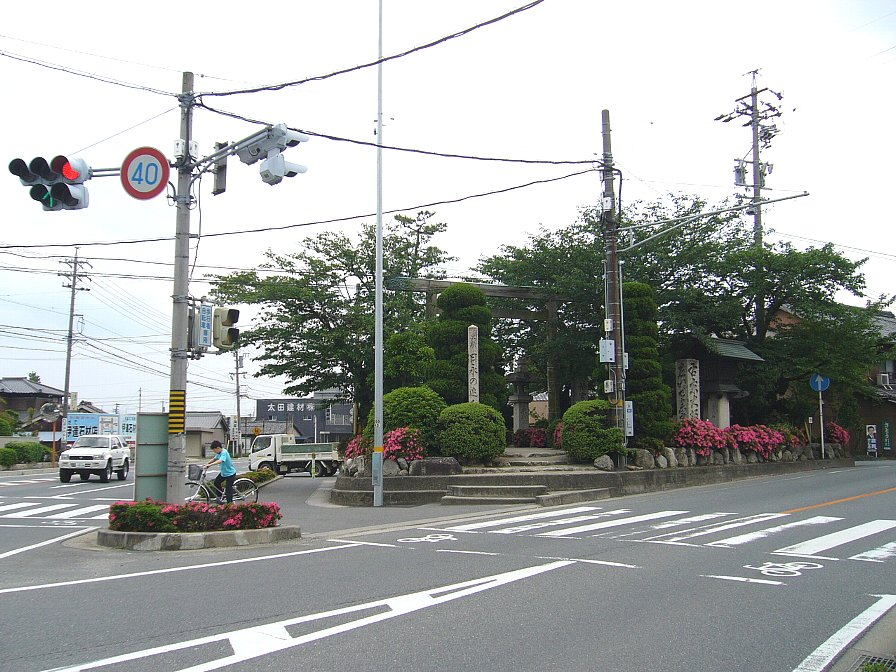
日永追分（四日市市） 左邊是伊勢街道（舊國道23號、現國道1號）、右邊是東海道（舊國道1號、現三重縣道407號三畑四日市線）京・奈良方面、前方是東海道（國道1號）江戶方面

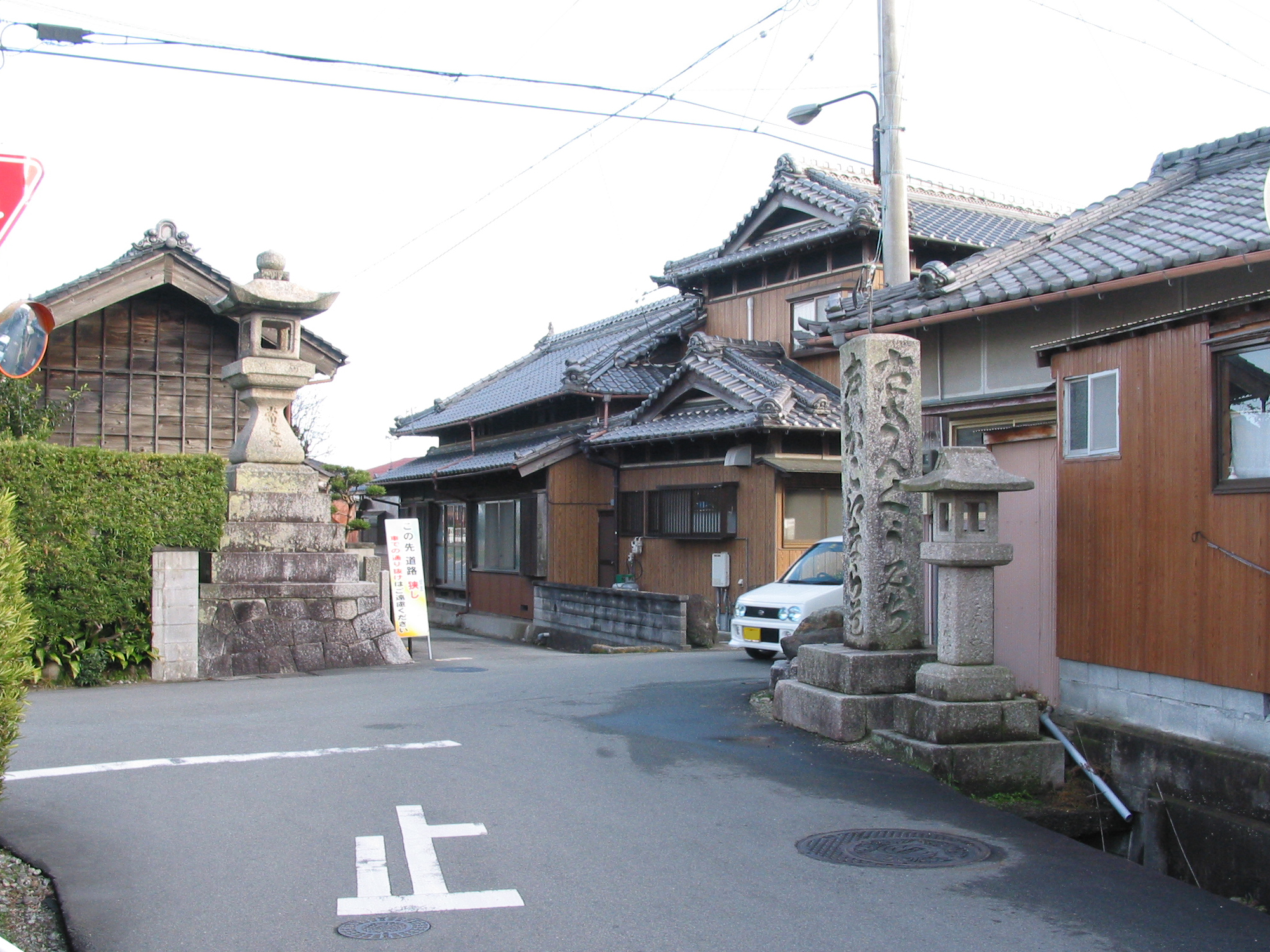
月本追分 左右是伊勢街道（左邊是津、右邊是伊勢）、前方是奈良街道

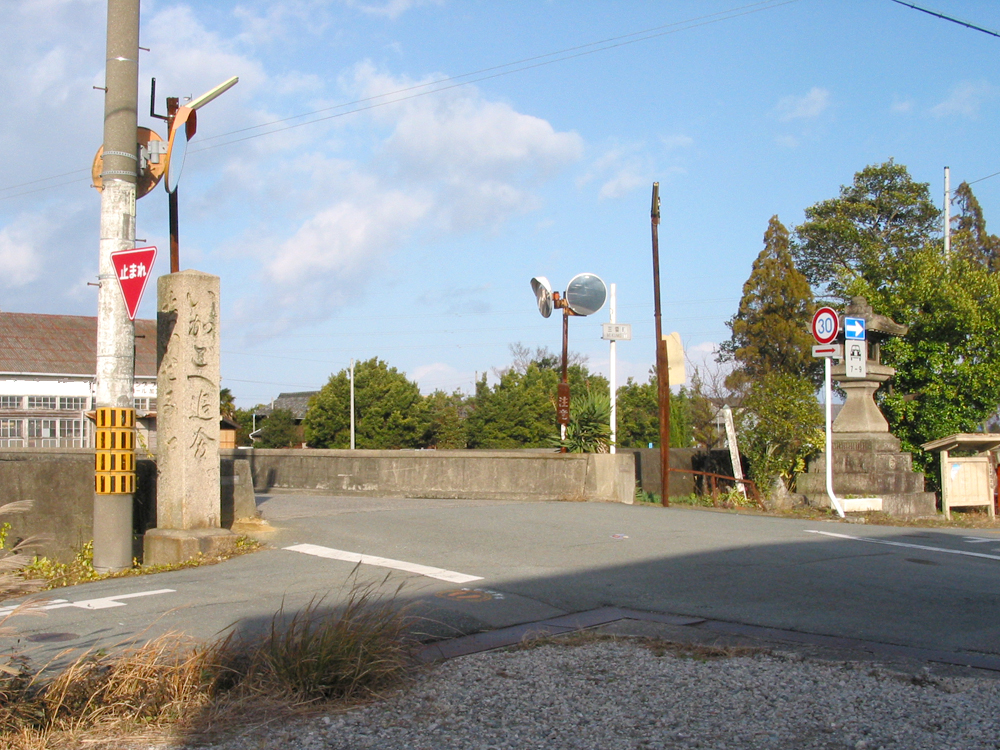
六軒追分 從左後到右手前方是伊勢街道（左後是津、右手前方是伊勢）、左手前方是初瀨街道

伊勢參宮街道（日语：伊勢参宮街道）是日本各地前往伊勢神宮的參拜道整備的街道。稱作伊勢街道、伊勢本街道、參宮街道。

## 舊街道
以下是近代以前狹義的伊勢街道。
- 伊勢街道：在日永追分和東海道分岐，到達伊勢的街道。1952年（昭和27年），作為國道23號整備，松阪市以南是現在的三重縣道428號伊勢小俣松阪線。
- 伊勢本街道：從大坂・玉造稻荷神社經由各地，經由奧津（津市）最終到達伊勢的街道。
- 參宮街道：在櫻井和初瀨街道分岐，經由大宇陀（宇陀市）到達伊勢的街道。

- 支道
  - 伊勢別街道：在關宿東之追分和東海道分岐，經由椋本宿（津市），在江戶橋和伊勢街道合流。
  - 初瀨街道：在櫻井和參宮街道、在榛原（宇陀市）和伊勢本街道分岐，經由青越（青山高原），在六軒（松阪市）和伊勢街道。1953年（昭和28年），大部分整備為國道165號。
  - 和歌山街道：從和歌山經由吉野，和參宮街道合流・分岐，通往松阪的街道。
  - 竹內街道：飛鳥時代以來的古道。江戶時代以降作為伊勢本街道之一部發揮機能。1974年（昭和49年），羽曳野市以東指定為國道166號（區間：堺市-羽曳野市-葛城市）
  - 橫大路：飛鳥時代以來的古道。江戶時代以降作為伊勢本街道之一部發揮機能。
  - 暗越奈良街道：奈良時代以來的古道。江戶時代以降作為伊勢本街道之一部發揮機能。1970年（昭和45年），大部分指定為國道308號。（區間：大阪市-生駒市-奈良市）
  - 上街道：飛鳥時代以來的古道，在古代也稱上道。從奈良經天理市，在櫻井市和初瀨街道合流。
  - 清瀧街道：也稱作行基道，從守口宿越過清瀧峠往東的街道。在木津川市和奈良街道合流・越過木津川接續伊賀街道。
  - 伊賀街道：也稱作伊賀越奈良道，從奈良通過大和街道，經伊賀國至津的街道。現在大部分是國道163號。
  - 奈良街道：在五百野（津市）和伊賀街道分岐，經久居城下，渡雲出川，在月本追分（松阪市中林町）和伊勢街道合流。別名也稱作伊賀越奈良道。
  - 伊勢路：從伊勢神宮通往熊野三山（熊野本宮大社、熊野速玉大社、熊野那智大社）的參詣道。

## 國道・都道府縣道
現在，以下的道路和舊道稱作伊勢參宮街道・伊勢街道・參宮街道。
- 國道23號：（區間：四日市市-松阪市-伊勢市）
- 三重縣道22號伊勢南島線： （伊勢市內）
- 國道166號：（區間：羽曳野市-橿原市-宇陀市-東吉野村-松阪市）
- 國道368號：（區間：御杖村-松阪市）
- 國道369號：（區間：奈良市-宇陀市-御杖村-松阪市 （部分與國道368號重疊））

## 伊勢路
- 伊勢路：一個經常在日本全國各地的伊勢神宮附近可以見到的地名或衍生街道、河川名。

## 外部連結
- （奈良縣官方網站）（日語）
- （日語）